# Fenêtre de Viviani
Pour les articles homonymes, voir Fenêtre (homonymie).

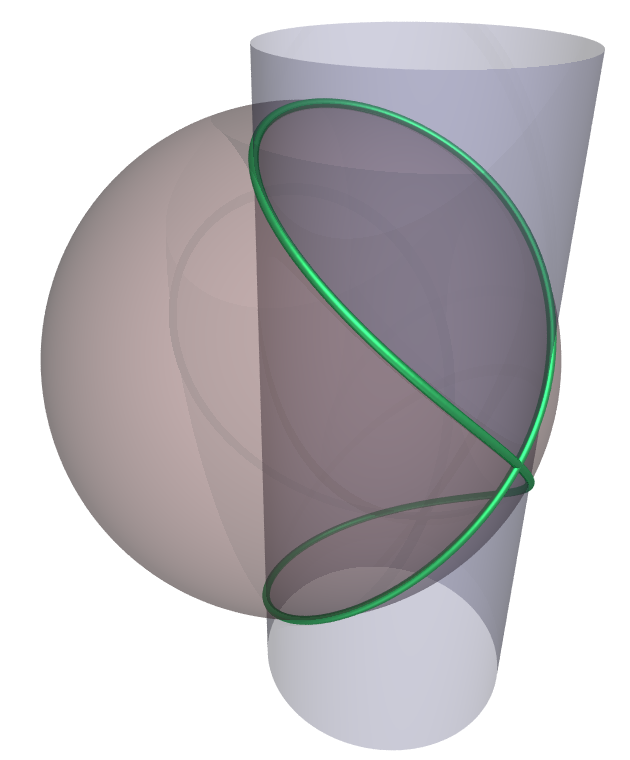
Vue en perspective de la fenêtre de Viviani

La fenêtre de Viviani est une courbe algébrique gauche, et une courbe fermée, définie comme l'intersection d'une sphère et d'un cylindre circulaire de rayon moitié de celui de la sphère, et passant par le centre de la sphère. 
Vincenzo Viviani proposa en 1692 le problème d'architecture suivant : il s'agissait de percer une coupole hémisphérique de quatre fenêtres de telle façon que la surface restante de la coupole soit quarrable. John Wallis, Gottfried Wilhelm Leibniz et Jean Bernoulli étudièrent naturellement le cas simple de fenêtres circulaires, et durent étudier la courbe intersection du cylindre et de l'hémisphère, donnant à cette courbe le nom de « fenêtre de Viviani ».
L'architecte Paul Andreu a dessiné le dôme du Musée maritime d'Osaka, en disposant les armatures selon un réseau de courbes de Viviani parallèles.

## Équations de la fenêtre de Viviani
On a les représentations suivantes (pour une sphère de rayon R) :
Système d’équations cartésiennes : {\displaystyle x^{2}+y^{2}+z^{2}=R^{2}} et {\displaystyle x^{2}+y^{2}=Rx}, cette dernière expression venant de celle d'un cylindre de centre {\displaystyle (x,y)=\left({\frac {R}{2}},0\right)}, de rayon {\displaystyle {\frac {R}{2}}} et d'axe parallèle à l'axe des {\displaystyle z} : {\displaystyle \left(x-{\frac {R}{2}}\right)^{2}+y^{2}=\left({\frac {R}{2}}\right)^{2}}.
Paramétrisation cartésienne :
La sphère peut être paramétrée par 
{\displaystyle \left\{{\begin{array}{rcl}x&=&R\cos \theta \cos \varphi \\y&=&R\sin \theta \cos \varphi \\z&=&R\sin \varphi \end{array}}\right.}
où
{\displaystyle -\pi <\theta <\pi ,-{\frac {\pi }{2}}<\varphi <{\frac {\pi }{2}}.}
En reportant dans l'équation du cylindre, on obtient :
{\displaystyle x^{2}+y^{2}-Rx=R^{2}\cos \varphi (\cos \varphi -\cos \theta )=0.}
Donc {\displaystyle \cos \varphi =\cos \theta } et le paramétrage de la courbe de Viviani :
{\displaystyle \left\{{\begin{array}{rcl}x&=&R\cos ^{2}\theta \\y&=&R\sin \theta \cos \theta \\z&=&R\sin \theta \end{array}}\right.} avec {\displaystyle -\pi <\theta \leq \pi }

## Intersection d'une sphère et d'un cône
En soustrayant l'équation de la sphère et deux fois l'équation du cylindre, on obtient l'équation d'un cône :
{\displaystyle z^{2}=(x-R)^{2}+y^{2}}
La courbe de Viviani est ainsi également l'intersection de la sphère et de ce cône.

## Notes et références

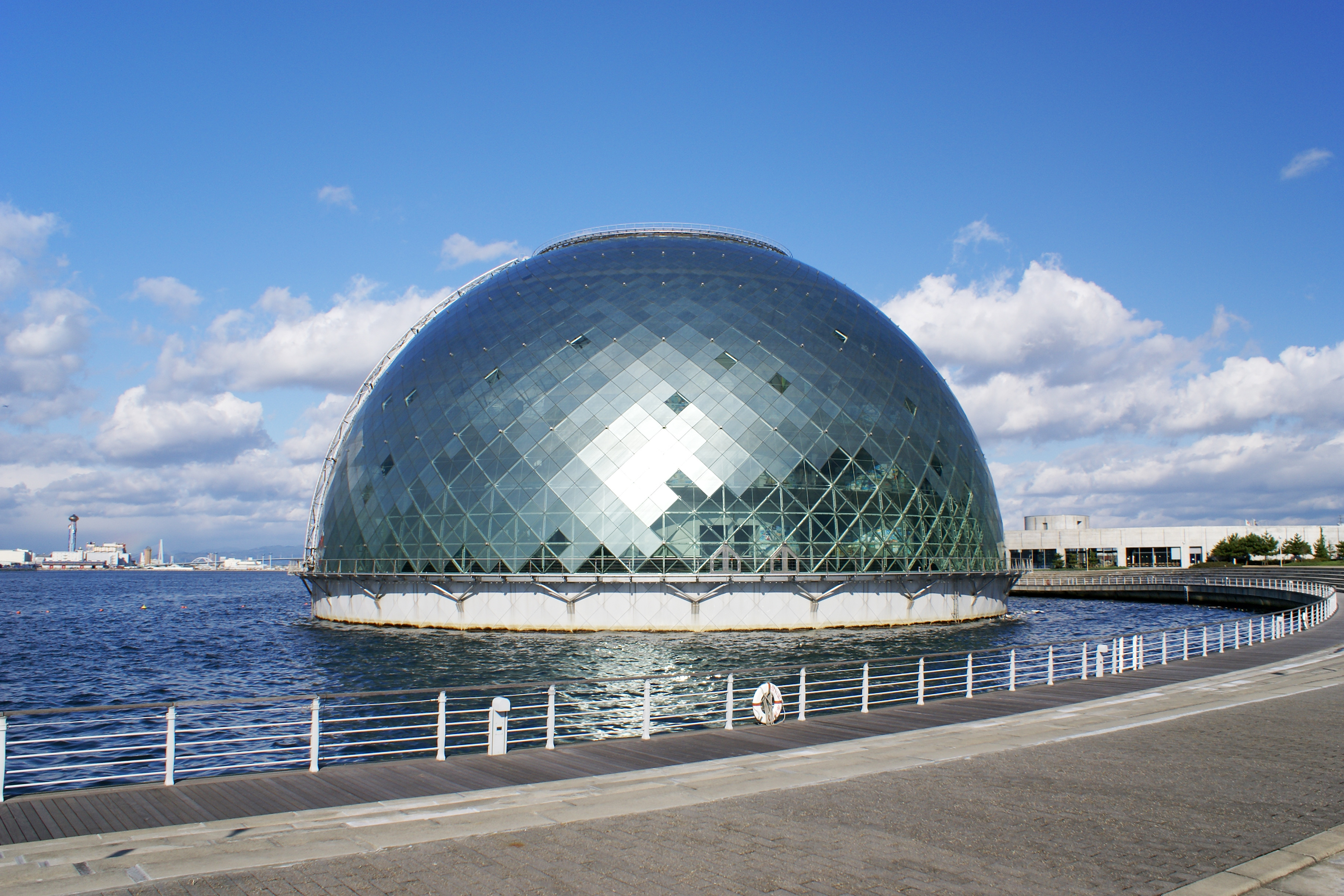
Le dôme du musée maritime d'Osaka.